# Zwischenfall der Australian National Airways auf dem Sydney Airport 1946
Ein Zwischenfall der Australian National Airways ereignete sich am 7. September 1946 auf dem Sydney Mascot Airport in Australien. An diesem Tag führten Mechaniker Umbauarbeiten an einer Douglas DC-3/C-47-DL durch, die von einer ehemaligen Militär- zur Zivilmaschine umgebaut wurde. Dabei kam es zu einer Explosion, bei der ein Arbeiter getötet, ein weiterer schwer verletzt und die Maschine zerstört wurde.

## Flugzeug
Das Flugzeug war eine Douglas DC-3/C-47-DL, die im Februar 1943 im Werk der Douglas Aircraft Company in Long Beach, Kalifornien gebaut und am 13. Februar 1943 mit der militärischen Modellseriennummer 42-32845 an die United States Army Air Forces (USAAF) ausgeliefert wurde. Am 1. Mai 1943 wurde die Maschine an die in Indien stationierte Einheit Tenth Air Force der USAAF übergeben. Im Jahr 1945 wurde sie an die Einheit India‑China Division, Air Transport Command der USAAF weitergereicht. Am 1. April 1946 und damit einige Monate, nachdem der Zweite Weltkrieg beendet war, wurde die C-47 als Überbestand der USAAF kategorisiert und ausgeflottet. Im Mai 1946 wurde die Maschine an die Australian National Airways verkauft. Die C-47 trug die Werknummer 9071 und wurde am 22. Mai 1946 mit dem neuen Luftfahrzeugkennzeichen VH-ANM zugelassen und sechs Tage später an den neuen Eigentümer ausgeliefert. Bei dem Flugzeugtyp C-47 handelte es sich um eine militärische Variante der Douglas DC-3. Die C-47 wurde von zwei Doppelsternmotoren Pratt & Whitney R-1830-92 Twin Wasp mit je 1.200 PS Leistung angetrieben.

## Umbau der Maschine
Am 7. September 1946 befand sich die Maschine in einem Hangar auf dem Flughafen von Sydney. Die in der militärischen Version nur spärlich mit Komfortausstattung versehene C-47 sollte durch Umbaumaßnahmen auf das Komfortniveau einer Douglas DC-3 Passagierversion gebracht werden. Hierfür war unter anderem der Einbau von Dämmstoffen aus Kapok zur Wärme- und Geräuschdämmung in die weitgehend unverkleidete Kabine vorgesehen.

## Unfallhergang
Zum Unfallzeitpunkt befanden sich sechs Personen im Rumpf der C-47. Im vorderen und mittleren Rumpfteil bearbeiteten vier Metallarbeiter die Rumpfkonstruktion der Maschine. Im hinteren Teil befanden sich der Handwerker S. Richardson, der die Maschine mit schalldichten Kapok-Dämmmatten versah, neben ihm befand sich sein Kollege George K. Doig, der damit betraut war, den Rumpf der Maschine zu reinigen.
Plötzlich entzündete sich der Kapok-Stoff explosionsartig und die Maschine geriet in Brand. Richardson versuchte noch, seinen Kollegen Doig aus der Maschine zu ziehen, jedoch hatte sich dessen Fuß im Kabinenboden verklemmt. Richardson sprang daraufhin mit versengten Haaren und brennender Kleidung aus der Maschine. Kollegen rissen ihm die brennende Kleidung unmittelbar vom Körper. Von den Metallarbeitern waren zwei über die seitlichen Ausgänge aus der Maschine abgesprungen, die anderen beiden wurden durch die Druckwelle der Explosion förmlich aus der Einstiegstür zur Pilotenkanzel herausgeschleudert.

## Folgen
Der Arbeiter George K. Doig konnte nur noch tot aus der ausgebrannten Maschine geborgen werden, sein Kollege S. Richardson erlitt schwere Brandverletzungen. Die vier Metallarbeiter blieben unverletzt.
Die Maschine musste wegen der schweren Brandschäden abgeschrieben werden. Australian National Airways bezifferte den materiellen Schaden auf 25.000 Pfund.
Teile der Maschine seien später wiederverwendet worden, um eine andere verunfallte C-47 mit dem Luftfahrzeugkennzeichen VH-INJ wiederaufzubauen.